# Ignácz László
Ignácz László (Dés, 1868. december 1. – Fogaras, 1927. október 17.) tanár, református lelkész. Lánya, Ignácz Rózsa (1909–1979) színésznő, író, műfordító volt.

## Életpályája
Nagyenyeden református teológiát végzett, majd nyelvtanári oklevelet szerzett. Tanári pályáját Szászvárosban kezdte. Kovásznán első lelkész, az orbai egyházmegye esperese, iskolaszéki elnök, egyházkerületi számvevő volt. Kovásznán kórházat és művelődési egyletet alapított, az erdélyi református papok nyugdíjintézetének felállítását kezdeményezte. 1918-ban Fogarasra került, itt magyar középiskolát alapított. 1925–1927 között a román parlament tagja volt. A magyar nyelvű közművelődés és a békés román–magyar egymás mellett élés harcosa volt.